# Bardigiano
O Bardigiano é uma raça de cavalos de pequeno porte da região italiana da Emilia Romagna. Ele leva o nome originário da cidade de Bardi, nos Apeninos de Parma, e é principalmente associado à área ao redor do Valle del Ceno.
O Bardigiano é habitualmente usado para atividade de trabalho em fazenda, para corridas e transporte. Eles também são usados extensivamente como pônei trekking. Em 1994, a raça principal foi modificada com a intenção de incrementar adequação ao Bardigiano como um selo de cavalo enquanto preserva suas características.

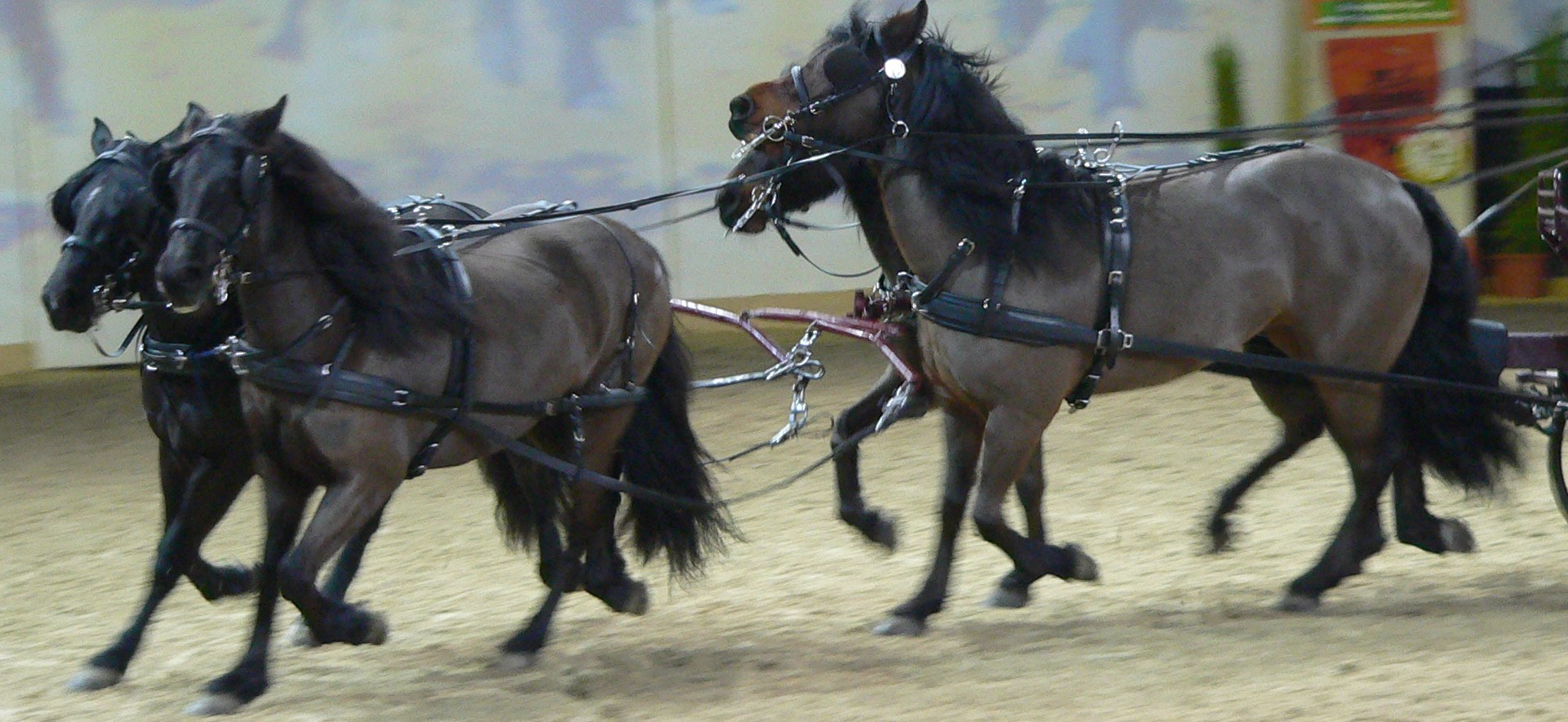
Pôneis Bardigiano em corrida